# Forum du Bœuf
Ne doit pas être confondu avec Forum Boarium.

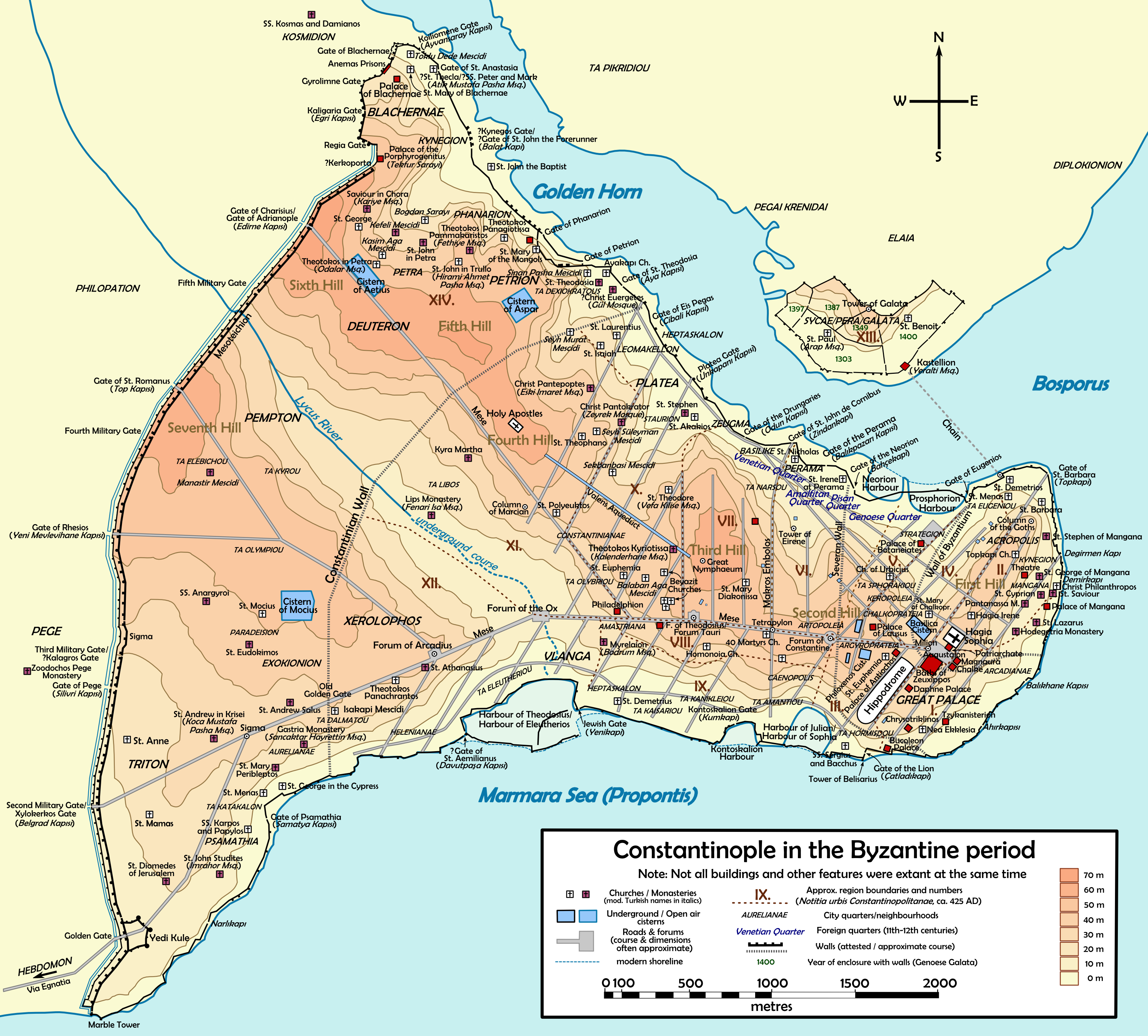
Carte de la Constantinople byzantine : le forum du Bœuf était situé entre le forum d’Arcadius à l’ouest et le forum de Théodose à l’est.

Le Forum du Bœuf (grec moderne : ὁ Bοῦς - litt : le bœuf - ; latin : Forum Bovis) était l’un des quatre forums de Constantinople situés sur la Mesē entre le Milion et le Mur de Constantin. Utilisé comme place publique pour les exécutions et tortures, il n’existait plus à la fin de l’Empire byzantin. 

## Emplacement
Situé sur la branche sud de la Mesē, l’artère principale de Constantinople, le forum se trouvait entre le forum d’Arcadius à l’ouest et le forum de Théodose à l’est dans la vallée du ruisseau Lycus entre la septième et la troisième colline de Constantinople. Du point de vue administratif, il faisait partie de la onzième région de Constantinople et se trouve aujourd’hui dans le quartier Aksaray du district Fatih d’Istanbul.

## Histoire

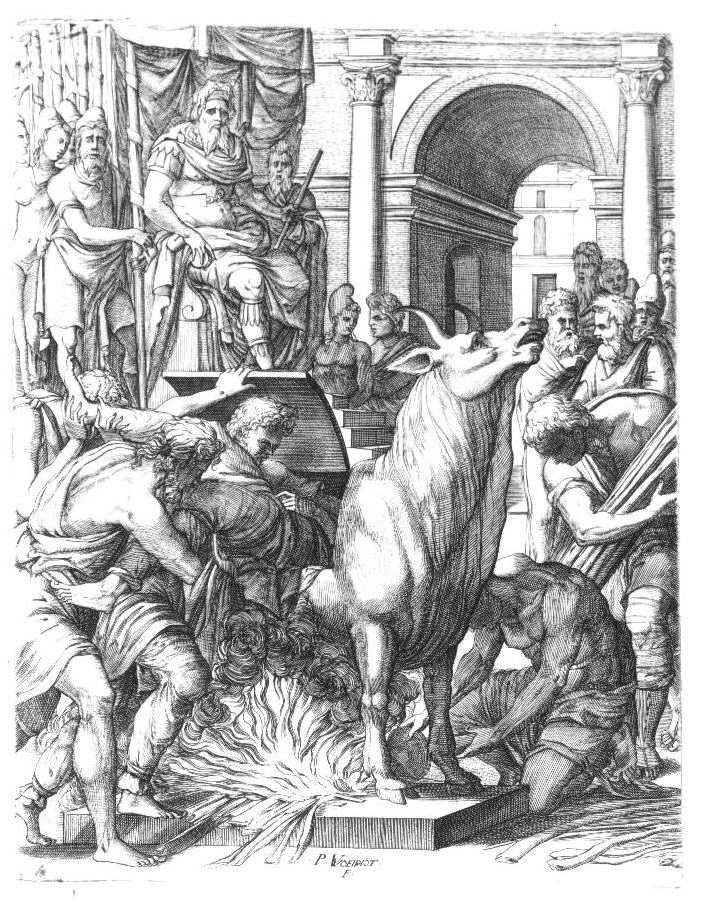
Supplice du Taureau d’airain (Phalaris condamnant le sculpteur Perillus, Baldassarre Peruzzi.).

Il est possible que cette place publique ait fait partie des plans originaux de Constantin Ier pour ce qui allait devenir Constantinople. Tout comme les autres grands forums de Constantinople, il fut certainement construit au cours du IVe siècle. Il tire son nom d’une imposante statue de bronze, creuse, représentant la tête d’un bœuf,. Cette statue, rapportée de Pergame en Asie mineure était utilisée à la fois comme un four et comme instrument de torture (dite du taureau d’airain). Le condamné était alors enfermé à l’intérieur de la statue d’airain qui était chauffée à blanc jusqu’à ce que celui-ci, suffoquant, meure brûlé,. Durant la première persécution des chrétiens sous l’empereur Domitien (r. 81 – 96), on se servit de cette tête de taureau, encore à Pergame, pour exécuter saint Antipas. Selon la Patrologia latina, de nombreux chrétiens furent ainsi martyrisés sous le règne de Julien (r. 361-363) au moyen de ce taureau qui avait depuis été transporté à Constantinople. 
En 562, le forum alors entouré d’échoppes et de boutiques fut détruit par un incendie. Après sa déposition, le corps de l’usurpateur Phocas (r. 602 – 610) y fut incinéré,. D’après certaines sources, l’empereur Héraclius (r. 610-641) aurait fait fondre cette tête de taureau pour frapper des pièces de monnaie afin de payer l’armée qu’il avait recrutée pour faire la guerre aux Perses. La chose paraît toutefois incertaine, car des exécutions continuèrent à s’y tenir par la suite ; ainsi, Justinien II (r. 685-695; 705-711) y eut recours pour exécuter deux patriciens, Théodoros et Stéphanos, convaincus d’avoir ourdi un coup manqué contre lui. Ce même empereur devait agrandir et embellir la place.
Durant la période de l’iconoclasme byzantin, sainte Théodosie (morte en 729) et saint André de Crète (mort en 766), qui défendaient tous deux le culte des icônes, furent exécutés sur cette place, la première en se voyant enfoncer une corne de bouc à travers la gorge.

## Architecture
Nous connaissons l’emplacement du Forum du Bœuf grâce à la description qu'en fait Constantin VII dans son « De Ceremoniis » des processions impériales qui, partant du Grand Palais, se dirigeaient chaque année, l’une vers l’église Sainte-Marie-de-la-Source, l’autre vers Saint-Mocius et qui passaient par cette place. Sur la base de cette information, on peut déduire qu’il devait se trouver dans l’actuel quartier Aksaray,.
Le forum, de dimensions rectangulaires, devait mesurer 250 mètres de largeur et 300 mètres de longueur. D’après une source, sa forme était encore reconnaissable dans un terrain vague bordé au nord par de hautes terrasses de 7 à 8 mètres. Toutefois, d’après d’autres sources et des artefacts trouvés, la place serait plutôt située au sud-est de la mosquée Murat Pasha . À l’époque byzantine, la place était entourée de portiques ornés de bas-reliefs et de niches avec statues,.  L’une d’entre elles, particulièrement remarquable était un groupe représentant Constantin le Grand et sa mère Hélène se tenant les mains sur une croix d’argent plaquée or, une composition que l’on retrouve fréquemment dans l’art byzantin. 
Près du forum se trouvait le palais d’Éleuthère bâti par l’impératrice Irène (r. 775 – 797) et ainsi nommé parce qu’il était située dans la communauté de ta Eleutheriou qui surplombait le port du même nom sur la mer de Marmara, ainsi qu’un bain public construit sous l’empereur Théophile (r. 813 – 842) par le patrice Nicétas,. Ce forum était bien relié aux autres quartiers importants de la ville : la Mesē en direction est allait vers le forum de Théodose (ou forum Tauri) et le forum Amastrianum. Vers l’ouest l’avenue remontait la pente de la septième colline pour rejoindre le forum d’Arcadius et le plateau du Xeropholos. Plus loin, la Mesē rejoignait les murs de Théodose à la Porte d’Or. Cette partie de l’avenue correspond de nos jours aux rues Çerrahpaşa Caddesi et Kocamustafapaşa Caddesi. Deux autres routes reliaient la place aux portes de Saint-Romain (Topkapa) et Pege (aujourd’hui Silveri kapi).
Le site du forum n’a pas encore été fouillé. Le quartier où il se trouvait a été épargné par les grands incendies qui ravagèrent Istanbul aux XIXe siècle et XXe siècle. Durant les travaux de construction du Millet et de Vatan Caddesi en 1956, deux rues qui croisent le cœur historique d’Istanbul, deux piliers de deux mètres de haut ayant une base de 3 mètres sur 4 furent découverts à l’extérieur du mur sud de la mosquée Murat Pasha. Ces piliers, appartenant vraisemblablement à un arc triomphal faisaient probablement partie du forum. D’autres pièces appartenant en toute probabilité au même ensemble furent trouvées. Toutefois, au cours des travaux effectués de 1968 à 1971 pour la construction de l’échangeur de l’avenue Aksaray au sud-est de la mosquée Pertevniyal Valide Sultan, aucune trace du forum ne fut retrouvée.

### Source primaire
- Constantin VII Porphyrogénète. Le livre des cérémonies. Paris, Les Belles-Lettres, 1967.

### Sources secondaires
- (fr) Janin, Raymond. Constantinople Byzantine (2 ed.). Paris, Institut français d'études byzantines, 1964. ISSN 0402-8775.
- (en) Mamboury, Ernest. The Tourists' Istanbul. Istanbul. Çituri Biraderler Basımevi, 1953.
- (de) Müller-Wiener, Wolfgang. Bildlexikon zur Topographie Istanbuls: Byzantion, Konstantinupolis, Istanbul bis zum Beginn d. 17 Jh. Tübingen, Wasmuth, 1977.  (ISBN 978-3-8030-1022-3).
- (en) Necipoglu, Nevra. "Byzantine Constantinople: Monuments, Topography and Everyday Life". Leiden, Brill, 2001.  (ISBN 9789004116252).
- (en) Sumner-Boyd, Hillary & John Freely "Strolling through Istanbul, a guide to the city", Blumsberry, 2019  (ISBN 9781838600020).
- (en) Van Millingen, Alexander. Byzantine Churches of Constantinople. London, MacMillan & Co, 1912. Reprint: e-Kitap Projesi & Cheapest books, 2015.  (ISBN 978-15-0771-8223).